# Arteria femoral

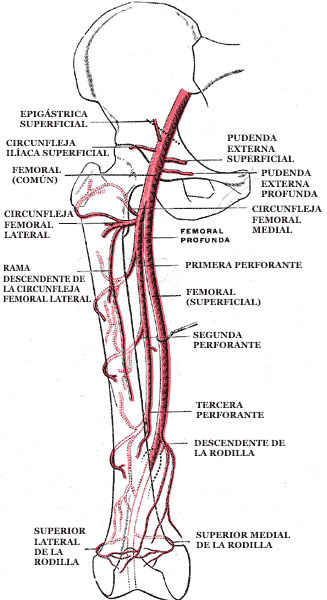
Muslo derecho, vista anterior. Esquema de la arteria femoral y otras arterias derivadas.

La arteria femoral es la principal arteria que irriga la extremidad inferior, que se origina como continuación de la arteria ilíaca externa.

## Trayecto
Comienza en el triángulo femoral, o triángulo de Scarpa, conjuntamente con la vena femoral y el nervio femoral, por detrás del ligamento inguinal (normalmente cerca de la cabeza del fémur), donde la arteria ilíaca externa pasa a recibir el nombre de arteria femoral, que recorre en su trayecto inicial la parte anterior del muslo. En este segmento, también recibe el nombre de arteria femoral común (arteria femoralis communis), la cual abandona el triángulo femoral a través de un ápice por debajo del músculo sartorio, y emite la arteria femoral profunda, que da ramas recurrentes circunflejas que van de posterior a anterior, irrigando la cabeza del fémur. Tras ramificarse la femoral profunda, pasa a recibir el nombre de arteria femoral superficial (arteria femoralis superficialis) o la arteria subsartorial (arteria subsartorialis) en la jerga clínica, debido a su trayecto superficial. Continúa su trayecto por la parte anterior del muslo, a lo largo del fémur, para proporcionar sangre a las arterias que circundan la rodilla y el pie, y se dirige luego hacia atrás para entrar en el conducto aductor (un hueco que queda entre los músculos aductores, también llamado conducto de Hunter, está constituido lateralmente por el músculo vasto medial; atrás por el músculo aductor mayor; adelante y medialmente por el tabique vastoaductorio perforado por el pasaje de la arteria descendente de la rodilla y el nervio safeno). Después de salir del dicho conducto a través del hiato aductor, y ya en la región poplítea (detrás de la rodilla), en el conducto aductor, recibe el nombre de arteria poplítea.

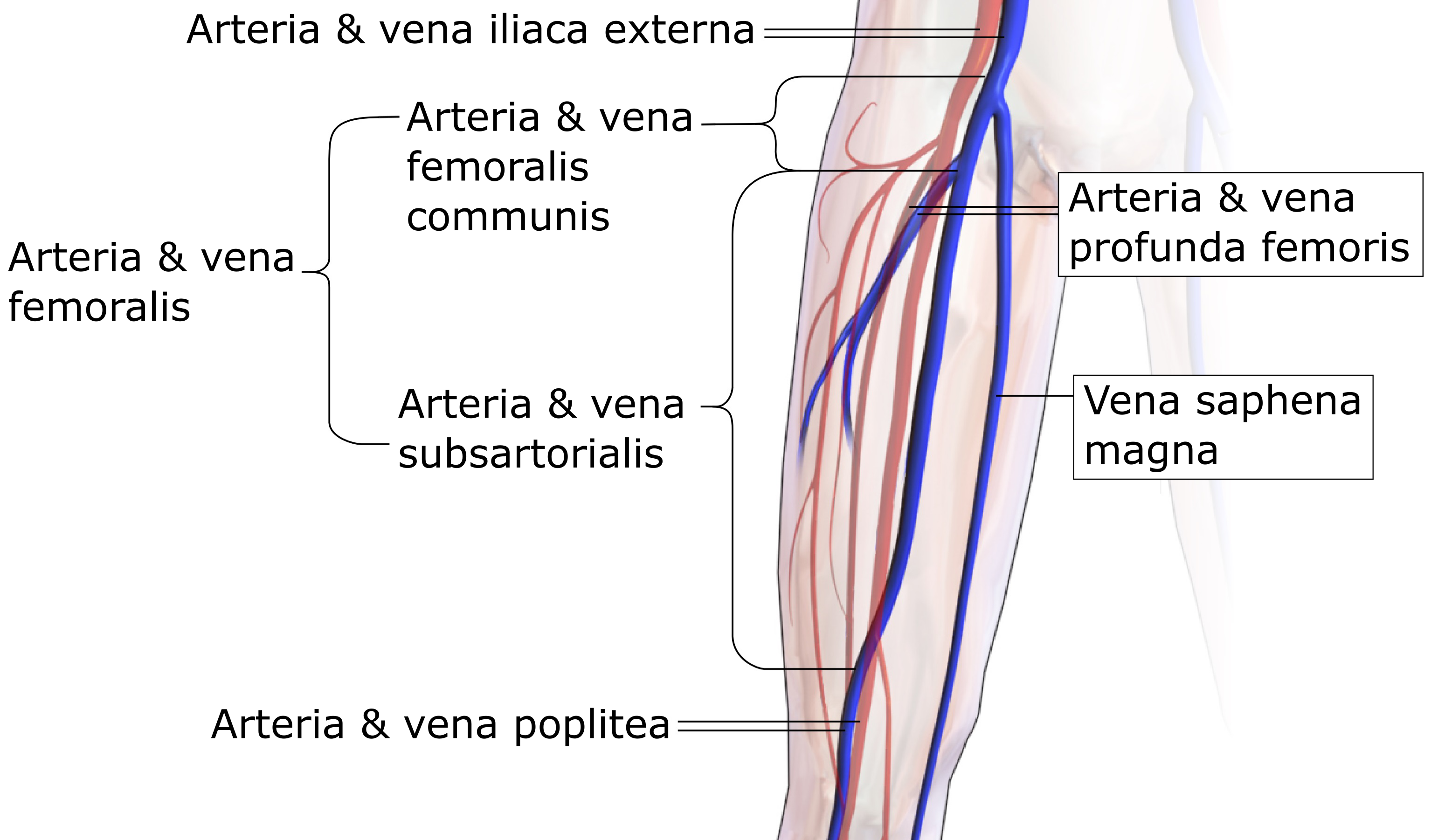
Segmentos.

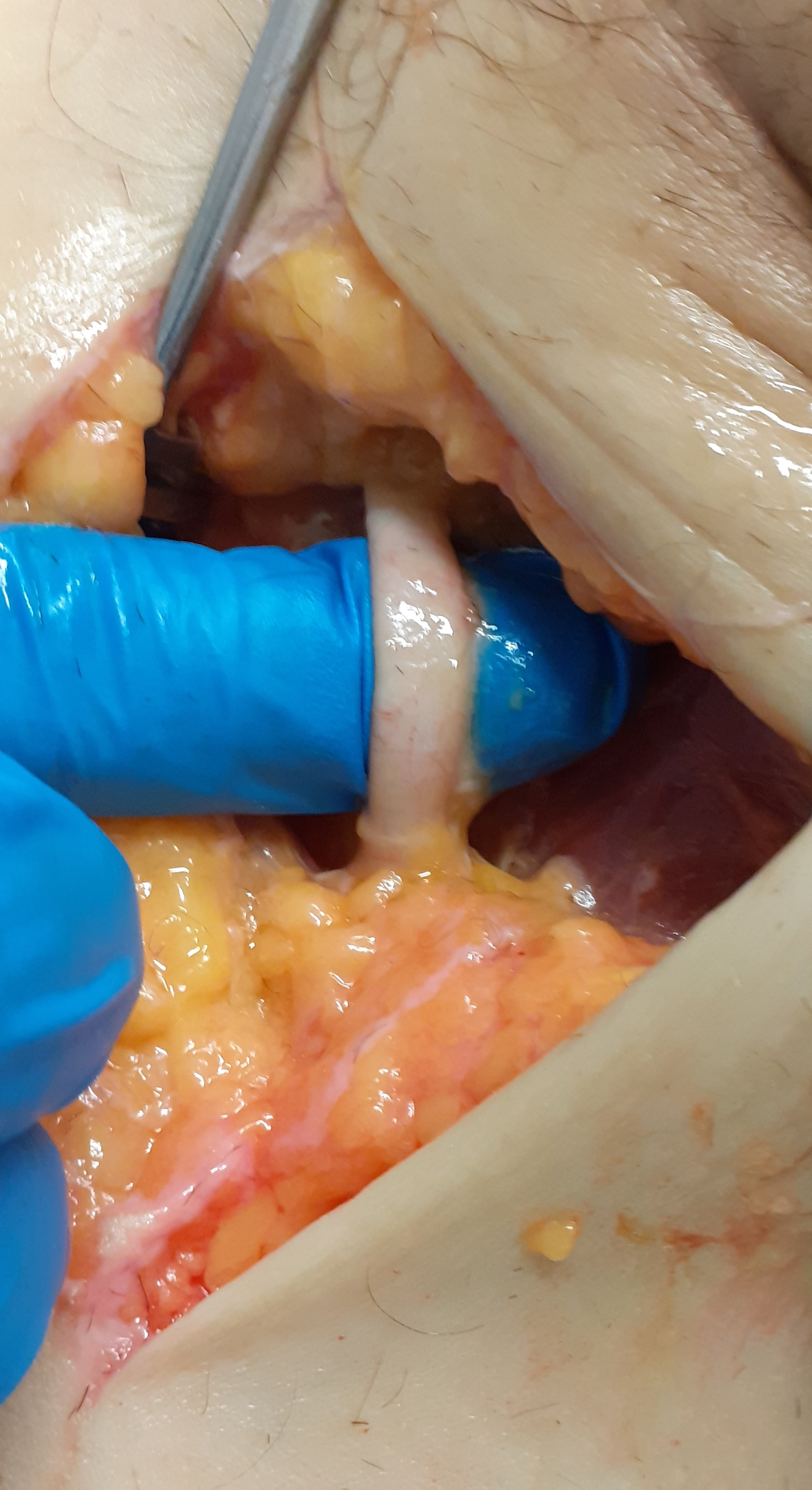
Disección de triángulo femoral destacando arteria femoral derecha

## Ramas
Según el Diccionario enciclopédico ilustrado de medicina Dorland, 27.ª edición, sus ramas son:
- Arteria epigástrica superficial o subcutánea abdominal.[1]
- Arteria pudenda externa superficial o pudenda externa superior.[1]
- Arteria pudenda externa profunda o pudenda externa inferior.[1]
- Arteria descendente de la rodilla o anastomótica magna.[1]
- Arterias accesorias del cuádriceps.[1]
- Arteria femoral profunda.[1]
- Arteria circunfleja iliaca superficial

### Ramas en la Terminología Anatómica
La Terminología Anatómica enumera las siguientes ramas:
A12.2.16.011 Arteria epigástrica superficial (arteria epigastrica superficialis).
A12.2.16.012 Arteria circunfleja ilíaca superficial (arteria circumflexa iliaca superficialis).
A12.2.16.013 Arteria pudenda externa superficial (arteria pudenda externa superficialis).
A12.2.16.014 Arteria pudenda externa profunda (arteria pudenda externa profunda).
- A12.2.16.015 Ramas labiales anteriores de la arteria pudenda externa profunda (rami labiales anteriores arteriae pudendae externae profundae). (♀)
- A12.2.16.015 Ramas escrotales anteriores de la arteria pudenda externa profunda (rami scrotales anteriores arteriae pudendae externae profundae). (♂)
- A12.2.16.016 Ramas inguinales de la arteria pudenda externa profunda (rami inguinales arteriae pudendae externae profundae).

A12.2.16.017 Arteria descendente de la rodilla (arteria descendens genus).
- A12.2.16.018 Rama safena de la arteria descendente de la rodilla (ramus saphenus arteriae descendentis genus).
- A12.2.16.019 Ramas articulares de la arteria descendente de la rodilla (rami articulares arteriae descendentis genus).

A12.2.16.020 Arteria femoral profunda (arteria profunda femoris).
A12.2.16.021 Arteria circunfleja femoral medial (arteria circumflexa femoris medialis).
- A12.2.16.022 Rama superficial de la arteria circunfleja femoral medial (ramus superficialis arteriae circumflexae femoris medialis).
- A12.2.16.023 Rama profunda de la arteria circunfleja femoral medial (ramus profundus arteriae circumflexae femoris).
- A12.2.16.024 Rama acetabular de la arteria circunfleja femoral medial (ramus acetabularis arteriae circumflexae femoris).
- A12.2.16.025 Rama ascendente de la arteria circunfleja femoral medial (ramus ascendens arteriae circumflexae femoris medialis).
- A12.2.16.026 Rama descendente de la arteria circunfleja femoral medial (ramus descendens arteriae circumflexae femoris medialis).

A12.2.16.027 Arteria circunfleja femoral lateral (arteria circumflexa femoris lateralis).
- A12.2.16.028 Rama ascendente de la arteria circunfleja femoral lateral (ramus ascendens arteriae circumflexae femoris lateralis).
- A12.2.16.029 Rama descendente de la arteria circunfleja femoral lateral (ramus descendens arteriae circumflexae femoris lateralis).
- A12.2.16.030 Rama transversa de la arteria circunfleja femoral lateral (ramus transversus arteriae circumflexae femoris lateralis).

A12.2.16.031 Arterias perforantes (arteriae perforantens).
- A12.2.16.032 Arterias nutricias del fémur (arteriae nutrientes femoris; arteriae nutriciae femoris).

## Distribución
Se distribuye hacia la porción inferior de la pared abdominal, los genitales externos y la extremidad inferior (porción superior del muslo, rodilla y pierna). Se continúa con la arteria poplítea.

## Importancia clínica
Ya que la arteria femoral puede a menudo palparse a través de la piel, es usada con frecuencia como una arteria de acceso para los catéteres. Desde ella, pueden dirigirse guías y catéteres hacia cualquier parte del sistema arterial para intervención o diagnóstico, incluyendo el corazón, el encéfalo, los riñones y los miembros superiores e inferiores. La dirección de la aguja con la que se punciona la arteria debe ser en contra del flujo sanguíneo (retrógrada) en caso de intervención y diagnóstico realizados hacia el corazón o la pierna opuesta, o a favor del flujo (anterógrada o ipsilateral) para diagnóstico e intervención en la misma pierna. Es posible el acceso por la arteria femoral izquierda o derecha, y depende del tipo de intervención o diagnóstico.
La arteria femoral es susceptible de enfermedad vascular periférica. Cuando se bloquea por ateroesclerosis, puede ser necesaria la intervención percutánea con acceso desde la femoral opuesta. La endoarteriectomía (escrita en algunas fuentes como «endarterectomía»), un procedimiento quirúrgico consistente en el despegamiento y retirada de la placa de ateroma de la arteria femoral, también es frecuente.
La arteria femoral puede usarse para extraer sangre arterial cuando la presión arterial es tan baja que las arterias radial o braquial no pueden localizarse.
El lugar óptimo de palpación del pulso femoral es la parte interna del muslo, en el punto medio inguinal, a mitad de camino entre la sínfisis del pubis y la espina ilíaca anterior superior. La presencia del pulso femoral se ha estimado que indica una presión arterial sistólica de más de 50 mmHg, cifra alcanzada por el percentil 50.

## Imágenes adicionales

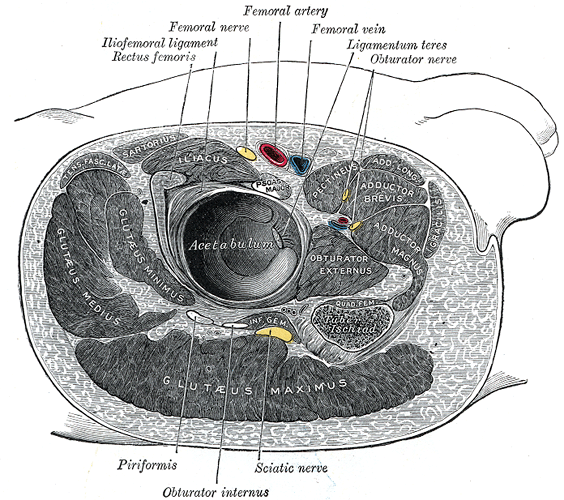
Estructuras que rodean a la articulación de la cadera derecha.
Sección transversal de la parte media del muslo.
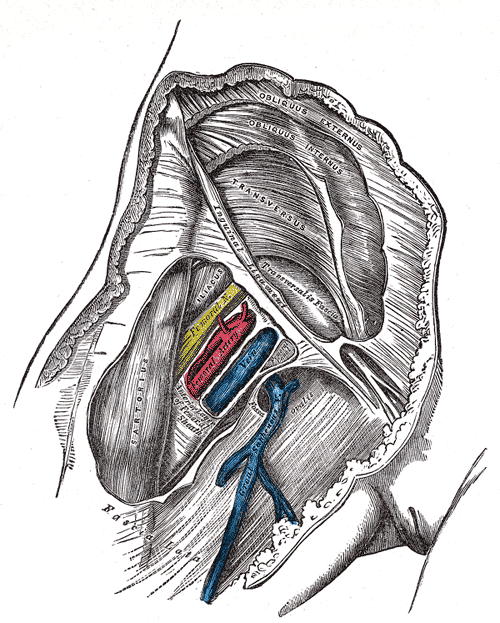
Vaina femoral abierta para mostrar sus tres compartimentos.
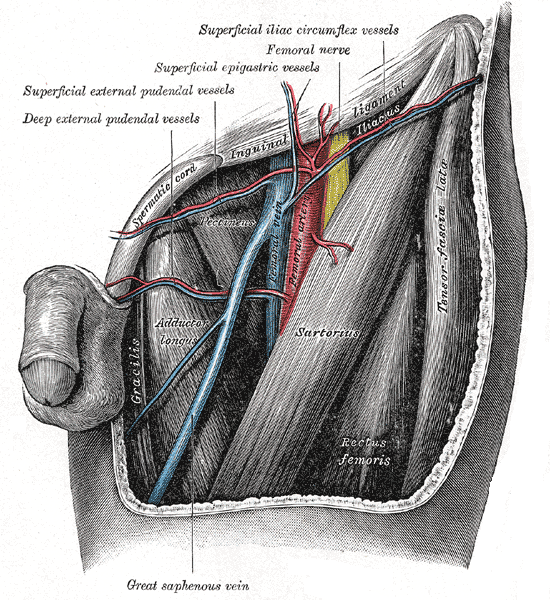
Triángulo femoral izquierdo.
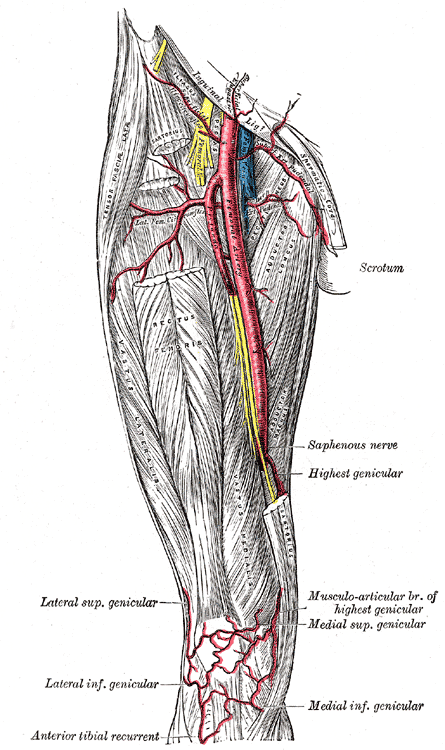
Arteria femoral.
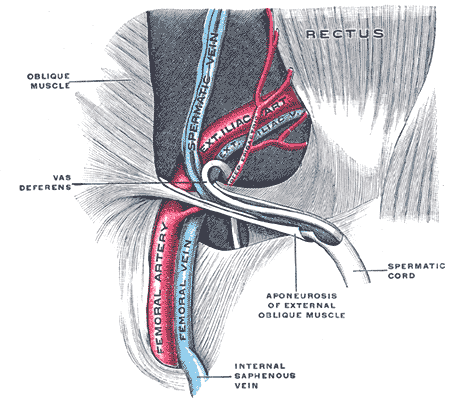
Cordón espermático en el conducto inguinal.
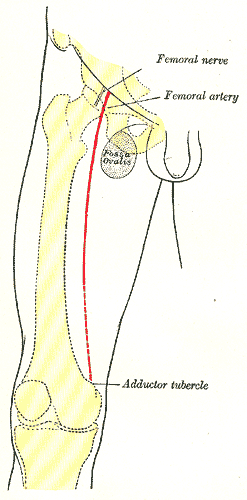
Muslo derecho visto de frente, mostrando las marcas de superficie de los huesos, la arteria femoral y el nervio femoral.
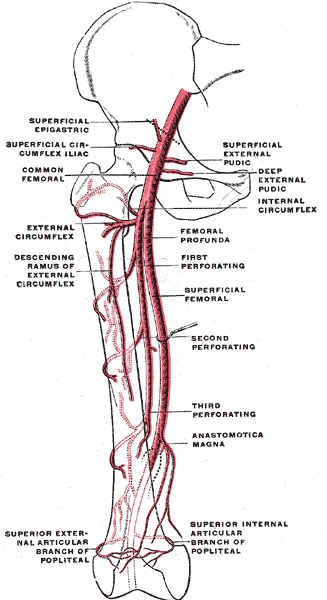
Arteria femoral y sus ramas principales - muslo derecho, vista anterior.
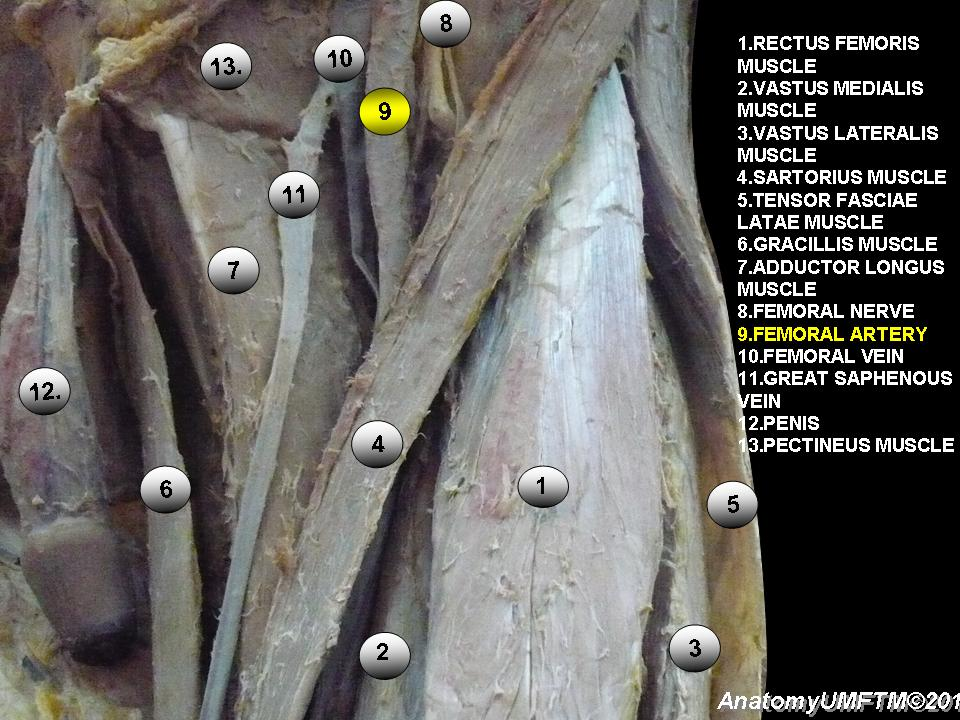
Arteria femoral en una disección.
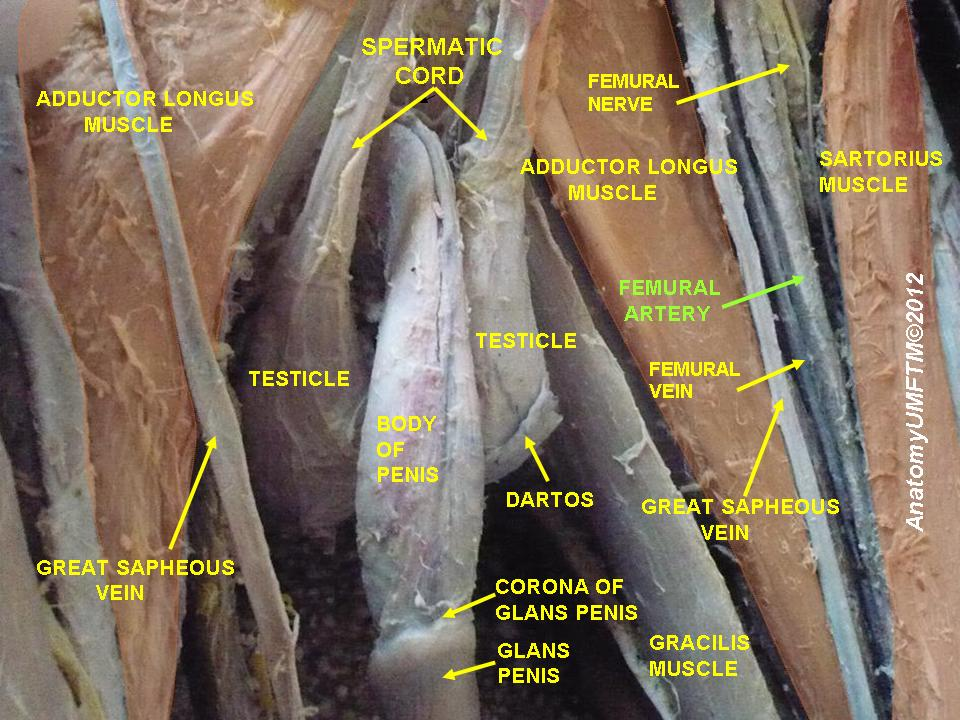
Arteria femoral en una disección.
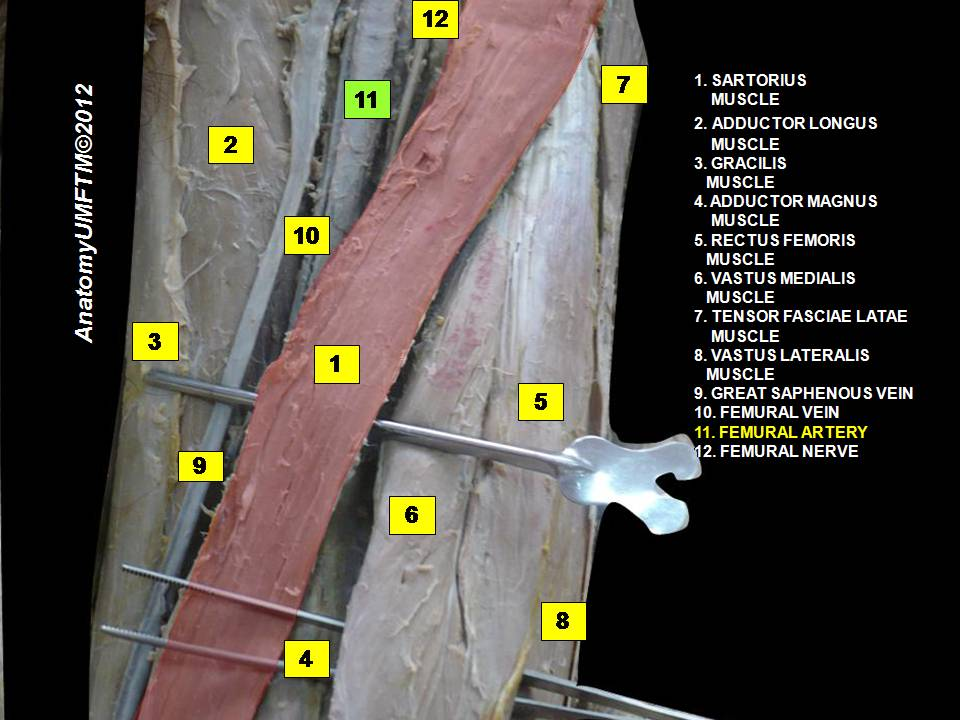
Arteria femoral en un disección.